# 贰臣传
《贰臣传》，原名《欽定國史貳臣表傳》，共两卷，为清朝官方史书，后载于《清史列传》中第七十八、七十九卷。
乾隆四十一年，清廷为表彰在明末清初因抗清遇难的明朝官员，編撰《欽定勝朝殉節諸臣錄》剛付梓，接著下令编纂《贰臣传》，其将降清的明朝官员均称为“贰臣”，并分甲乙两编。甲编是对清朝赤胆忠心，积有功勋。乙编则是毫无建树的明末官僚，甚至为人可鄙。
乾隆五十六年（1791年），清高宗諭旨，明亡前只取得進士、庶吉士身分的清臣，一概不算作是“貳臣”，並命國史館館臣從《貳臣傳》中將相關的傳記盡行移去。

## 名录

### 贰臣传甲
| 姓名   | 生平           | 旗籍       | 爵位（粗体字为諡號）   | 最高官職                                                                                    | 備註                           |
| ------ | -------------- | ---------- | ---------------------- | ------------------------------------------------------------------------------------------- | ------------------------------ |
| 劉良臣 | ？－1666年     | 漢軍鑲黃旗 | 三等輕車都尉           | 甘肅總兵、贈右都督                                                                          |                                |
| 劉澤洪 | ？－1695年     | 漢軍鑲黃旗 | 二等男                 |                                                                                             | 劉良臣之子                     |
| 孫定遼 | ？－1650年     | 漢軍鑲紅旗 | 三等輕車都尉           | 湖廣提督、贈左都督                                                                          |                                |
| 孔有德 | 1602年－1652年 | 漢軍正紅旗 | 定南武壯王             | 平南大將軍                                                                                  |                                |
| 王鰲永 | 1588年－1644年 |            |                        | 工部右侍郎，兼戶部右侍郎、贈戶部尚書                                                        | 天啟五年（1625年）三甲進士     |
| 王正志 | ？－1649年     |            |                        | 兵部右侍郎，兼右副都御史，兼延綏巡撫                                                        | 崇禎元年（1628年）三甲進士     |
| 徐一范 | ？－1649年     |            |                        | 大同左衛兵備道、贈光祿寺少卿                                                                | 崇禎元年（1628年）三甲進士     |
| 徐勇   | ？－1652年     |            | 一等忠節男             | 湖廣辰常總兵官，左都督銜、贈太子太保                                                        |                                |
| 郝效忠 | ？－1651年     | 漢軍正白旗 | 三等輕車都尉           | 湖南右路總兵，加都督僉事、贈都督同知                                                        |                                |
| 馬得功 | ？－1652年     | 漢軍鑲黃旗 | 一等順勤襄武侯         | 福建提督                                                                                    |                                |
| 李永芳 | 1583年－1634年 |            | 三等子                 | 三等總兵官                                                                                  |                                |
| 孟喬芳 | 1595年－1654年 | 漢軍鑲紅旗 | 三等忠毅男             | 少保，川陝三邊總督、贈太保                                                                  |                                |
| 張存仁 | ？－1651年     | 漢軍鑲藍旗 | 一等忠勤子，兼雲騎尉   | 直隸山東河南總督，兼右副都御史、贈太子太保                                                  |                                |
| 劉武元 | ？－1654年     | 漢軍鑲紅旗 | 一等輕車都尉，兼雲騎尉 | 太子太保，兵部尚書、贈少保                                                                  |                                |
| 祖可法 | ？－1656年     | 漢軍正黃旗 | 三等順僖子             | 湖廣總兵官，左都督                                                                          |                                |
| 尚可喜 | 1604年－1676年 | 漢軍鑲藍旗 | 平南敬親王             | 總理廣東省文武事務                                                                          |                                |
| 洪承疇 | 1593年－1665年 | 漢軍鑲黃旗 | 三等文襄輕車都尉       | 太傅兼太子太師，武英殿大學士，兼右副都御史 經略湖廣江西廣西雲南貴州等處地方總督軍務兼理糧餉 | 萬曆四十四年（1616年）二甲進士 |
| 劉芳名 | ？－1660年     | 漢軍正白旗 | 二等忠肅輕車都尉       | 太子太保，左都督，隨征江南右路總兵官                                                        |                                |
| 李國英 | ？－1666年     | 漢軍正紅旗 | 一等勤襄男             | 少保兼太子太保，川陜總督                                                                    |                                |
| 張勇   | 1616年－1684年 |            | 一等靖逆襄壯侯         | 少師兼太子太師，靖逆將軍，兼甘肅提督、贈少傅                                                | 「河西四將」之首               |
| 祝世昌 | ？－1650年     | 漢軍鑲紅旗 | 僖靖                   | 山西巡撫、贈兵部右侍郎                                                                      |                                |
| 鮑承先 | ？－1645年     | 漢軍正紅旗 |                        | 吏部右參政                                                                                  |                                |
| 王世選 | ？－1661年     | 漢軍正紅旗 | 二等子                 | 鑲紅旗都統                                                                                  |                                |
| 祖大壽 | 1579年－1656年 | 漢軍正黃旗 |                        | 總兵                                                                                        |                                |
| 祖澤潤 | ？－1659年     | 漢軍正黃旗 | 一等子，兼雲騎尉       | 正黃旗漢軍都統                                                                              | 祖大壽之子                     |
| 祖澤洪 | ？－1675年     | 漢軍鑲黃旗 | 一等子                 | 弘文院學士                                                                                  | 祖大壽之子                     |
| 鄧常春 | ？－1645年     | 漢軍鑲黃旗 | 一等男                 | 戶部左侍郎                                                                                  |                                |
| 耿仲明 | ？－1649年     | 漢軍正黃旗 | 靖南王                 | 總理湖南省文武事務                                                                          |                                |
| 全節   | ？－1668年     |            | 三等子                 | 左江鎮總兵、贈太子少保                                                                      |                                |
| 吳汝玠 | ？－1672年     | 漢軍鑲紅旗 | 二等輕車都尉           | 副都統                                                                                      |                                |
| 宋權   | 1598年－1652年 |            | 文康                   | 太子太保，內翰林國史院大學士、贈少保                                                        | 天啟五年三甲進士               |

刘良臣，刘泽洪，孙定辽，孔有德，王鳌久，王正志，徐一范，徐勇，郝效忠，马得功，李永芳，孟乔芳，张存仁，刘武元，祖可法，尚可喜，洪承畴，刘芳名，李国英，张勇，祝世昌，鲍承先，王世选，祖大寿，祖泽润，祖泽洪，邓常春，耿仲明，全节，吴汝玠，宋权，王宏祚，李化熙，任浚，曹溶，卫周允，李鉴，胡茂祯，高弟，孔希贵，张烜，徐起元，贾汉复，张天禄，张天福，马宁，常进功，卢光祖，高进库，霍达，吴六奇，陈世凯，田雄。

### 贰臣传乙
孙得功，马光远，沈志祥，謝陞，金之俊，胡世安，田维嘉，沈维炳，房可壮，刘汉儒，黄图安，高斗光，王永吉，王铎，王无党，左梦庚，许定国，赵之龙，粱云构，刘良佐，刘应宾，苗胙土，张凤翔，吴伟业，夏成德，冯铨，李若琳，谢启光，孙之獬，李鲁生，吴惟华，土国宝，鲁国男，陈之遴，刘正宗，周亮工，錢謙益，魏管，潘士良，李犹龙，王之纲，任珍，梁清标，党崇雅，卫周祚，戴明说，刘余佑，龔鼎孳，刘昌，孙承泽，熊文举，薛所蕴，李元鼎，傅景星，叶初春，张若麟，唐通，董学礼，骆养性，陈之龙，柳寅东，方大猷，陈名夏，高尔俨，张忻，张子端，白广恩，南一魁，张缙彦，孙可望，白文选